# 布雷姆西迪阿馬爾
布雷姆西迪阿馬爾（法語：Bourem Sidi Amar），是馬里的城鎮，位於該國北部，由通布圖區的迪雷省負責管轄，面積99平方公里，2009年人口10,488，人口密度每平方公里110人。